# Diel (Pogórze Orawskie)
Diel (1051 m) – szczyt w południowej części Pogórza Orawskiego na Słowacji. W północno-północno-zachodnim kierunku, do Chlebnic ciągnie się od jego wierzchołka długi grzbiet oddzielający doliny potoków Veľký Klin i Dielový potok. Prócz tych dwóch potoków, na zboczach Diela mają jeszcze źródła potoki Borovianka  i Prosieczanka.  Szczyt jest w większości porośnięty lasem, ale na grzbiecie ciągnącym się do Chlebnic są łąki i pola uprawne. Południowymi stokami Diela, omijając jednak sam szczyt, prowadzi czerwony szlak turystyczny.

## Szlaki turystyczne
czerwony: Oravský Biely Potok – Mních – Machy – Prieková – Kopec – Małe Borowe – Súšava – Wielkie Borowe – Díel – Malatiná. Odległość 19,6 km, suma podejść 910 m, suma zejść 760 m, czas przejścia 5:40 h (z powrotem 5:25 h)